# جنبش خلق برای آزادی آنگولا-حزب کار
جنبش خلق برای آزادی آنگولا-حزب کار (به پرتغالی:Movimento Popular de Libertação de Angola - Partido do Trabalho) معروف به «ام‌پی‌ال‌ای»، حزبی سیاسی در آنگولا است که از سال ۱۹۷۵ قدرت را در این کشور به‌دست دارد.
در برخی از منابع فارسی آن را «مپلا» نیز خوانده‌اند.

## تأسیس
این حزب در سال ۱۹۵۶ از اتحاد دو حزب دیگر تشکیل شد. ام‌پی‌ال‌ای یکی از سه گروه سیاسی بود که علیه تسلط پرتغال در آنگولا مبارزه می‌کردند.
از سال ۱۹۸۳ این حزب عنوان «حزب کار» را به نام خود افزوده‌است.
حزب EME را منتشر می‌کند.
شاخه جوانان حزب Juventude do Movimento Popular da Libertação de Angola است.
حزب به سوسیالیست اینترناسیونال وابسته‌است.

## کرسی‌ها
در انتخابات ریاست جمهوری ۱۹۹۲ نامزد حزب، ژوزه ادوآردو دوس سانتوس با کسب ۱ ۹۵۳ ۳۳۵ رای (۴۹٫۵۷٪) برنده شد.
در انتخابات مجلس ۱۹۹۲ حزب ۲ ۱۲۴ ۱۲۶ رای (۵۳٫۷۴٪، ۱۲۹ کرسی) دریافت کرد.
از سال ۱۹۹۸ تا ۲۰۰۳ جوئون لوورنسو دبیرکل این حزب بود و از ۲۶ سپتامبر ۲۰۱۷ به عنوان رئیس‌جمهور آنگولا فعالیت می‌کند.